# 와카센닌역
와카센닌역(일본어: 和賀仙人駅)은 일본 이와테현 기타카미시에 위치한 동일본 여객철도 기타카미 선의 철도역이다. 섬식 승강장 1면 2선의 구조를 갖춘 지상역이다.

## 타는 곳
| 1 | ■ 기타카미 선 | 상행 | 기타카미 방면          |
| 2 | ■ 기타카미 선 | 하행 | 홋토유다 · 요코테 방면 |

## 역 주변
- 국도 제107호선
- 와가 강

## 역사
- 1921년 11월 18일 : 개업.
- 1962년 11월 1일 : 유다 댐 건설로 인해 루트 변경, 현재 위치로 이전.
- 1987년 4월 1일 : 일본국유철도 분할 민영화에 의해, 동일본 여객철도가 승계.
- 1994년 10월 1일 : 와카센닌 역의 무인역에 의해 역무원 파견폐지. 무인화. 홋토유다 역 관리하에 한다.
- 1999년 : 역사가 건축됨.
- 2007년 3월 18일 : 홋토유다 역장 폐지에 의해, 기타카미 역 관리하에 한다.

## 인접 역
| ■ 기타카미 선          | ■ 기타카미 선 | ■ 기타카미 선          |
| ---------------------- | ------------- | ---------------------- |
| 이와사와 기타카미 방면 | ■ 보통        | 유다킨슈코 요코테 방면 |